# La Roque-Alric
La Roque-Alric település Franciaországban, Vaucluse megyében. Lakosainak száma 51 fő (2022. január 1.). La Roque-Alric Le Barroux, Beaumes-de-Venise, Lafare, Saint-Hippolyte-le-Graveyron és Suzette községekkel határos.

## Népesség
A település népességének változása:
| Lakosok száma | 51   | 51   | 51   | 52   | 52   | 54   | 52   | 51   |
|               | 2013 | 2015 | 2017 | 2018 | 2019 | 2020 | 2021 | 2022 |